# János Kmetty
János Kmetty (* 23. Dezember 1889 in Miskolc; † 16. November 1975 in Budapest) war ein ungarischer Maler, Grafiker und Zeichner des Kubismus. 

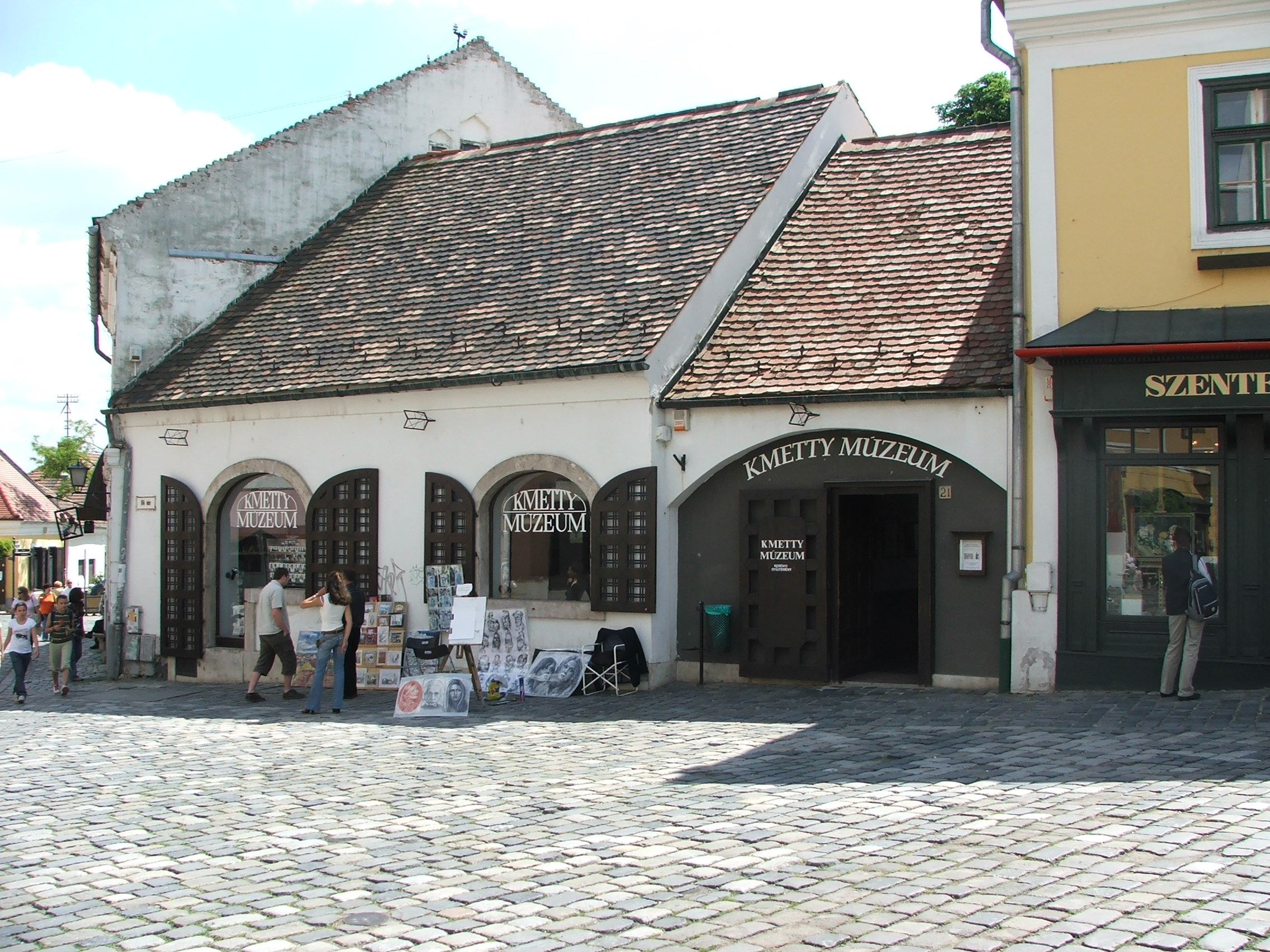
Kmetty-Museum am Fő tér (Hauptplatz) in Szentendre

## Leben
Kmetty erhielt seine Ausbildung an kleinen privaten Kunstschulen in Košice, und später Budapest, wo er unter anderem auch die Abendschule von Károly Ferenczy besuchte. Der für ihn typische geordnete und strukturierte Kompositionsstil entwickelte sich zu dieser Zeit bis etwa 1910. 
János Kmetty unternahm zwei Studienreisen nach Paris. Auf der ersten schrieb er sich 1911 kurzzeitig an der Académie Julian ein und ließ während dieser Zeit Paul Cézanne stark auf sich wirken. Nach seiner Rückkehr aus Paris wurde er Mitglied einer linksgerichteten politischen Gruppierung um Lajos Kassák, die versuchte, Menschen durch Kunst aufzuklären und zu verändern. Die zwar nur kurzlebige Ungarischen Sozialistischen Räterepublik (1919) weckte in ihm einen kreativen Enthusiasmus und Radikalismus, den er mit anderen jungen Künstler aus Košice, Cluj und Nagybánya (Frauenbach) teilte. 1927 unternahm er seine zweite Reise nach Paris und wurde nach seiner Rückkehr ein zweites Mal im Leben der linken Avantgarde aktiv. 
1930 zog er nach Szentendre, wo er ein Mitglied einer lokalen Kunst-Kolonie wurde. Von 1946 an lehrte er an der Ungarischen Akademie der Bildenden Künste. Kmetty starb 1975 er im Alter von 85 Jahren in Budapest. Er schrieb eine detaillierte Autobiografie der Jahre 1922 bis 1972.

## Werke
- „Stehender weiblicher Akt“, 1910
- „Männlicher Akt“, 1911
- „Selbst-Portrait“, 1911
- „Selbst-Portrait mit einem Apfel“, 1911
- „Landschaft mit einem Busch“, 1911
- „Kecskemét“, 1912
- „Ascension“, 1913
- „Konzert“, 1918
- „Stillleben mit Früchten“, 1930
- „Männer auf der Straße“, 1930
- „Nagybánya“, 1932